# James Brokenshire
James Peter Brokenshire PC MP (8 tháng 1 năm 1968-7 tháng 10 năm 2021) là một chính trị gia người Anh. Là thành viên của Đảng Bảo thủ, ông từng là Thành viên Quốc hội (MP) cho Hornchurch từ năm 2005 cho đến khi cuộc bầu cử tổng thống chấm dứt với các giới hạn mới tại cuộc tổng tuyển cử năm 2010. Tại cuộc bầu cử này, ông được bầu vào ghế Old Bexley và Sidcup. Trước đây, ông từng làm Bộ trưởng An ninh và Di trú tại Văn phòng Chính phủ. Hiện ông đang giữ chức vụ Ngoại trưởng Bắc Ireland.
Sinh ra ở Southend-on-Sea, Essex, Brokenshire đã học luật tại Đại học Exeter trước khi bắt đầu làm việc với một công ty luật quốc tế lớn. Quyết định về sự nghiệp chính trị, ông đã thành công trong vai trò là ứng cử viên bảo thủ của đảng cử tri nghị viện của Hornchurch trong cuộc tổng tuyển cử năm 2005. Khi chức vị do bầu cử của ông bị bãi bỏ do thay đổi ranh giới, ông đã tìm kiếm một khu vực khác để làm đại diện, và ông đã không được lựa chọn trong sáu khu vực bầu cử cho đến khi được lựa chọn đại diện cho Old Bexley và Sidcup. Ông được bầu làm MP trong năm 2010,
Trong nhóm đứng đầu của Thủ tướng David Cameron, ông được bổ nhiệm làm Bộ trưởng về Giảm mức Tội phạm của Nghị viện, mặc dù vào tháng 5 năm 2011 đã được chuyển sang chức vụ Bộ trưởng về Tội phạm và An ninh của Nghị viện. Trong hai vị trí này, ông giám sát việc đóng cửa và tư nhân hoá Dịch vụ Khoa học Pháp y và ủng hộ Dự luật Nô lệ Hiện đại. Tháng 2 năm 2014, ông được bổ nhiệm làm Bộ trưởng An ninh và Nhập cư. Tháng 7 năm 2016, dưới thời nội các mới của ông Theresa May, ông được bổ nhiệm làm Thư ký của Bắc Ireland.

## Tuổi thơ và sự nghiệp
Brokenshire sinh ngày 7 tháng 1 năm 1968,] tại thị trấn Southend-on-Sea, Essex. Ông được đào tạo tại Trường Văn chương Davenant Foundation Loughton ở Loughton và sau đó là tại Trung tâm Nghiên cứu Hình thức Thứ sáu của Cambridge. Ông đã học xong văn bằng luật tại Đại học Exeter.
Brokenshire sau đó làm việc như một đối tác của công ty luật quốc tế Jones Day. Ở vị trí này, ông tư vấn cho các công ty, doanh nghiệp và các định chế tài chính về luật công ty, sáp nhập, mua lại và các giao dịch tài chính doanh nghiệp.

## Sự nghiệp chính trị

### Thành viên của Quốc hội cho Hornchurch
Ông lần đầu tiên được bầu vào cuộc tổng tuyển cử năm 2005 cho cử tri nghị viện của Hornchurch, đánh bại ứng cử viên Lao động và thành viên John Cryer với 480 phiếu. Cuộc bầu cử đã dẫn đến nhiệm kỳ thứ ba liên tiếp cho Thủ tướng Tony Blair và chính phủ Lao động. Từ năm 2005-06, Brokenshire là thành viên của Ủy ban Chọn Hiến pháp của Hạ viện. Từ năm 2006-10, ông ta từng phục vụ như là Bộ trưởng đối lập về Giảm tội phạm.